# Planetarium van Brussel
Het Planetarium van Brussel (Frans: Planétarium de Bruxelles) is een sterrenkundig museum (planetarium) in Laken. Het werd tijdens de Wereldtentoonstelling van 1935 opgericht onder de naam Alberteum en maakt deel uit van de Koninklijke Sterrenwacht van België. Het planetarium behoort tot het historisch erfgoed van Brussel.
Het is gevestigd in Heizel in de gemeente Brussel, nabij het Bruparck en het Atomium. Jaarlijks wordt het bezocht door rond 45.000 bezoekers. De audio in het museum is zowel Nederlands-, Frans- als Engelstalig.
Virtueel kan een reis gemaakt worden tussen verschillende planeten. Hierbij kan de bezoeker naar de Aarde kijken vanuit het heelal, vliegen over het marsoppervlak, de ringen van Saturnus van dichtbij bekijken en het Melkwegstelsel doorkruisen. Verder is het mogelijk om een lancering van een raket bij te wonen en een internationaal ruimtestation te bezoeken.
In het planetarium wordt een sterrenhemel geprojecteerd op een sterrenkoepel met een diameter van drieëntwintig meter en een projectieoppervlakte van 840 vierkante meter. Hiermee is het een van de grootste planetariumkoepels van Europa. Hierbij wordt gebruik gemaakt van acht videoprojectoren die toegang hebben tot een databank met honderdduizend sterren. Er is een capaciteit van driehonderdvijftig zitplaatsen.
Daarnaast worden er in het planetarium evenementen georganiseerd, zoals tentoonstellingen, nocturnes, lezingen, concerten en ontmoetingen met astronauten.